# Aisha Yesufu
Aisha Yesufu   (estat de Kano, 12 de desembre de 1973) és una activista sociopolítica nigeriana i una de les activistes impulsores del moviment Bring Back Our Girls, que fa una tasca de conscienciació sobre el segrest de més de 200 noies d'una escola secundària a Chibok, Nigèria, el 14 d'abril de 2014, pel grup terrorista Boko Haram. Va ser una de les dones que es van manifestar a l'Assemblea Nacional de Nigèria, a la capital del país, Abuja, el 30 d'abril de 2014.
També ha estat al capdavant del moviment End SARS, que sensibilitza sobre els excessos d'una controvertida unitat policial de la Força de Policia de Nigèria, anomenada Esquadró Especial Antirobatoris (SARS). Yesufu ha manifestat que no vol abandonar la lluita contra aquest esquadró pels seus fills"

## Biografia
Va néixer de pares Edo i va créixer a Kano. Va experimentar la dificultat de ser nena en un entorn fortament patriarcal. Segons les seves paraules, "Quan tenia 11 anys, no tenia amigues perquè totes havien estat casades, però volia ser educada i deixar el gueto". "La majoria dels meus companys eren gairebé àvies quan em vaig casar als 24 anys", ha explicat.
Figurava a la llista de les 100 Dones de la BBC anunciades el 23 de novembre de 2020.
Yesufu i el seu marit, Aliu, amb qui es va casar el 1996, tenen dos fills, Amir i Aliyah.